# Manes
Manes este o trupă de black metal/avant garde metal din  Norvegia, fondată în anul 2000. 